# Just Because I'm a Woman
| Recensione   | Giudizio   |
| ------------ | ---------- |
| AllMusic     | [ 1 ]      |
| Sputnikmusic | 3.0 (Good) |

Just Because I'm a Woman è il secondo album in studio solistico della cantante statunitense Dolly Parton, pubblicato il 15 aprile del 1968.

## Tracce

### LP
Lato A
1. You're Gonna Be Sorry – 2:15 (Dolly Parton) – Registrato l'11 dicembre 1967 al RCA Victor Studio di Nashville, Tennessee
2. I Wish I Felt This Way at Home – 2:25 (Harlan Howard) – Registrato l'11 dicembre 1967 al RCA Victor Studio di Nashville, Tennessee
3. False Eyelashes – 2:27 (Bob Tubert, Demetris Tapp) – Registrato il 20 dicembre 1967 al RCA Victor Studio di Nashville, Tennessee
4. I'll Oilwells Love You – 2:13 (Bill Owens, Dolly Parton) – Registrato il 20 dicembre 1967 al RCA Victor Studio di Nashville, Tennessee
5. The Only Way Out (Is to Walk Over Me) – 2:42 (Neal Merritt) – Registrato l'11 dicembre 1967 al RCA Victor Studio di Nashville, Tennessee
6. Little Bit Slow to Catch On – 2:16 (Curly Putnam Jr.) – Registrato il 18 dicembre 1967 al RCA Victor Studio di Nashville, Tennessee

Lato B
1. The Bridge – 2:32 (Dolly Parton) – Registrato il 20 dicembre 1967 al RCA Victor Studio di Nashville, Tennessee
2. Love and Learn – 2:30 (Bill Owens) – Registrato il 20 dicembre 1967 al RCA Victor Studio di Nashville, Tennessee
3. I'm Running Out of Love – 2:07 (Bill Owens) – Registrato il 18 dicembre 1967 al RCA Victor Studio di Nashville, Tennessee
4. Just Because I'm a Woman – 3:01 (Dolly Parton) – Registrato il 18 dicembre 1967 al RCA Victor Studio di Nashville, Tennessee
5. Baby Sister – 2:36 (Shirl Milate) – Registrato il 18 dicembre 1967 al RCA Victor Studio di Nashville, Tennessee
6. Try Being Lonely – 2:40 (Charles Trent, George McCormick) – Registrato il 20 dicembre 1967 al RCA Victor Studio di Nashville, Tennessee[4]

### CD
Edizione CD del 2003, pubblicato dalla RCA Nashville Records (8287656123)
1. You're Gonna Be Sorry – 2:15 (Dolly Parton)
2. I Wish I Felt This Way at Home – 2:29 (Harlan Howard)
3. False Eyelashes – 2:30 (Bob Tubert, Demetris Tapp)
4. I'll Oilwells Love You – 2:16 (Bill Owens, Dolly Parton)
5. The Only Way Out (Is to Walk Over Me) – 2:55 (Neal Merritt)
6. Little Bit Slow to Catch On – 2:19 (Curly Putnam Jr.)
7. The Bridge – 2:34 (Dolly Parton)
8. Love and Learn – 2:34 (Bill Owens)
9. I'm Running Out of Love – 2:06 (Bill Owens)
10. Just Because I'm a Woman – 3:05 (Dolly Parton)
11. Baby Sister – 2:39 (Shirl Milate)
12. Try Being Lonely – 2:46 (Charles Trent, George McCormick)
13. Just Because I'm a Woman – 3:25 (Dolly Parton) – Bonus Track - Previously Unreleased Live Version
14. Coat of Many Colors – 3:19 (Dolly Parton) – Bonus Track - Previously Unreleased Live Version

## Musicisti
You're Gonna Be Sorry / I Wish I Felt This Way at Home / The Only Way Out (Is to Walk Over Me)
- Dolly Parton - voce
- Wayne Moss - chitarra
- Jerry Stembridge - chitarra
- George McCormick - chitarra ritmica
- Buck Trent - banjo elettrico
- Lloyd Green - chitarra pedal steel
- Hargus Robbins - pianoforte
- Mack Magaha - fiddle
- Junior Huskey - basso
- Jerry Carrigan - batteria
- Anita Carter - accompagnamento vocale, coro
- Dolores Edgin - accompagnamento vocale, coro
- Bob Ferguson - produttore

False Eyelashes / I'll Oilwells Love You / The Bridge / Love and Learn / Try Being Lonely
- Dolly Parton - voce
- Wayne Moss - chitarra
- Jerry Stembridge - chitarra
- George McCormick - chitarra ritmica
- Buck Trent - banjo elettrico
- Lloyd Green - chitarra pedal steel
- Mack Magaha - fiddle
- Hargus Robbins - pianoforte
- Junior Huskey - basso
- Jerry Carrigan - batteria
- Bob Ferguson - produttore

Little Bit Slow to Catch On / I'm Running Out of Love / Just Because I'm a Woman / Baby Sister
- Dolly Parton - voce
- Wayne Moss - chitarra
- Jerry Stembridge - chitarra
- George McCormick - chitarra ritmica
- Buck Trent - banjo elettrico
- Lloyd Green - chitarra pedal steel
- Mack Magaha - fiddle
- David Briggs - pianoforte
- Junior Huskey - basso
- Jerry Carrigan - batteria
- Anita Carter - accompagnamento vocale, coro
- Dolores Edgin - accompagnamento vocale, coro
- Bob Ferguson - produttore[4]

Note aggiuntive
- Bob Ferguson - produttore
- Registrato al RCA Victor's Nashville Sound Studio di Nashville, Tennessee
- Al Pachucki - ingegnere delle registrazioni
- Porter Wagoner - note retrocopertina album[6]

## Classifica
Album
| Anno | Classifica         | Posizione raggiunta |
| ---- | ------------------ | ------------------- |
| 1968 | Top Country Albums | 22                  |

Singoli
| Anno | Titolo del brano         | Classifica        | Posizione raggiunta |
| ---- | ------------------------ | ----------------- | ------------------- |
| 1968 | Just Because I'm a Woman | Hot Country Songs | 17                  |